# هاري أبوت (مواليد 1883)
هاري أبوت (بالإنجليزية: Harry Abbott)‏؛ هو لاعب كرة قدم إنجليزي سابق.